# Indanthidium crenulaticauda
Indanthidium crenulaticauda är en biart som beskrevs av michener, Griswold och > 1994. Indanthidium crenulaticauda ingår i släktet Indanthidium och familjen buksamlarbin. Inga underarter finns listade i Catalogue of Life.